# Hangnyeoul (metropolitana di Seul)
Hangnyeoul (학여울역 - 鶴여울驛, Hangnyeoul-yeok) è una stazione della metropolitana di Seul servita dalla linea 3 della metropolitana di Seul. Si trova nel quartiere di Gangnam-gu, a sud rispetto al centro della città.

## Linee
Seoul Metro
● Linea 3 (Codice: 346)

## Struttura
La fermata è costituita da due marciapiedi laterali situati al quinto piano interrato, con due binari passanti protetti da porte di banchina. Sono presenti 8 uscite in superficie e ascensori.
| Direzione Daehwa | ● Linea 3 | per Yangjae, Express Bus Terminal, Jongno 3-ga, Gupabal, Daegok e Daehwa |
| Direzione Ogeum  | ● Linea 3 | per Suseo e Ogeum                                                        |

## Stazioni adiacenti
| «       | Servizio | »         |
| Linea 3 | Linea 3  | Linea 3   |
| ------- | -------- | --------- |
| Daechi  | -        | Daecheong |